# Polylinker
Ein Polylinker oder auch Multiple Cloning Site (MCS) ist ein künstlich geschaffenes DNA-Oligonukleotid aus rund 50bp, welches in ein Plasmid eingesetzt wurde und dessen Sequenz direkt hintereinander verschiedene Restriktionsschnittstellen für Restriktionsendonukleasen enthält.
Der Polylinker bietet die Möglichkeit, mit Hilfe von Restriktionsenzymen Fremd-DNA in das Plasmid einzubauen. Er liegt in einem Bereich, der keine essentielle Funktion für das Plasmid hat. Der wiederholte Einbau von Fremd-DNA an derselben oder nahezu selben Stelle ist möglich.
Polylinker ermöglichen ein flexibles Klonieren, da aus den verschiedenen Restriktionsschnittstellen die jeweils am besten passenden ausgewählt und verwendet werden können. Die Schnittstellen sind dabei einzigartig (unique) auf dem Vektor und sollten auch innerhalb des einzuklonierenden Stückes DNA (engl. Insert) nicht vorkommen. Wird die zu klonierende DNA mittels Polymerase-Kettenreaktion (PCR) erzeugt, kann dies durch Verwendung von Oligonukleotiden (Primer) mit geeigneten Restriktionsschnittstellen erreicht werden.
Eine weitere Möglichkeit besteht darin, Restriktionsschnittstellen durch Mutagenese des Plasmids zu entfernen.
Die MCS gehört zur Standardausstattung eines künstlich hergestellten Plasmids und enthält in der Regel 20 oder mehr verschiedene Schnittstellen.